# Карл Сокол
Карл Сокол (на немски: Carl Szokoll) е австрийски майор от германския Вермахт, участвал в опита за убийство на фюрера Адолф Хитлер от 20 юли 1944 г.

## Биография
Карл Сокол е роден във Виена, син на нископоставен военен в австрийската армия, който се бие в Първата световна война и е дългогодишен руски военнопленник. Той израства при лоши условия във Виена, но тъй като получава отлични оценки в началното и средното училище, по-късно е признат за кандидат-офицер в австрийската армия през 1934 г. През годините си като кадет се запознава със съпругата си Кристин Кукула - дъщеря на евреин индустриалец. След Аншлуса през 1938 г. той трябва да прекрати отношенията си с нея, поради Нюрнбергските закони, забраняващи връзки с евреи. Независимо от това през следващите години тайно се свързва с нея и се женят след войната през 1946 г. Заедно имат един син.
Поради връзката си с полуеврейка той е прехвърлен от елитен отряд към обикновения пехотен полк и се бори в първите фази на Втората световна война в нацистките нападения над Полша и Франция. Тъй като е ранен в битка, той е изпратен във Виена за работа в администрацията.

### Участие в заговора от 20 юли
През 1943 г. тогавашният капитан Карл Сокол е въведен в Берлин при полковник Клаус фон Щауфенберг, един от ръководителите на съпротивителното движение в Третия райх, от австрийския лейтенант Роберт Бернардис. Когато заговорът от 20 юли изглежда е успял, след като Щауфенберг поставя бомба в централата на Фюрера - Вълчата бърлога, той е с полковник Хайнрих Кодре, „началник на щаба“ във Виена, един от съпротивата на Щауфенберг, който трябва да арестува водещите членове на СС и нацистката администрация.
Полковник Кодре и капитан Сокол, за разлика от съзаклятниците им в Берлин, успяват да неутрализират почти всички нацистки власти във Виена. Когато лидерите на плана разбират, че Хитлер е оцелял, Щауфенберг звъни на Сокол по сигурна линия, за да му каже, че опитът не е успял. Въпреки че Сокол е един от последните заговорници, които имат телефонен контакт с Щауфенберг, той успява да убеди Гестапо, че само изпълнява заповеди и по този начин избягва наказание.

### Спасител на Виена
Повишен в майор по-късно през 1944 г., той се опитва да вземе всички мерки, за да спаси Виена от съдбата на много други европейски градове, преди да бъде унищожена в тежки боеве. През първите месеци на 1945 г. той се забърква с австрийското съпротивително движение и започва да създава мрежа от офицери, за да се свърже с идващата Червена армия и да обяви Виена за открит град. Планът работи добре до началото на април 1945 г. Въпреки че Хитлер нарежда на Вермахта да се бие до последния човек в защитата на Виена, съзаговорниците на Сокол са внедрили план, който да накара всички войски да се оттеглят от Виена, когато са близо до града. Но планът е разкрит и нацистките власти незабавно обесват водещите конспиратори и търсят Сокол. За пореден път успява да избяга и в следващите дни участва в операция Радецки - планът на австрийската съпротива да овладее Виена и да предотврати битката колкото е възможно повече. В крайна сметка в града се развиват умерени бойни действия, а вътрешните квартали не са засегнати. Сокол действа като временен управник във Виена от времето, когато Вермахтът се оттегля, но е задържан от руснаците, когато е обвинен, че работи за американското разузнаване.

### Кариера след войната
Почитан от възстановеното австрийско правителство заради заслугите му да освободи Австрия от нацистите, той започва кариера като автор и продуцент на филми. Сред неговата работа е сценарият за филма Der Bockerer, продукцията на Die letzte Brücke и собствената си автобиография, която става бестселър. Умира през 2004 г. във Виена.